# جيك هوفمان
جيك هوفمان (بالإنجليزية: Jake Hoffman)‏ مواليد 20 مارس 1981 في مقاطعة لوس أنجلوس، الولايات المتحدة، هو ممثل ومخرج أمريكي بدأ مسيرته الفنية سنة 1988. درس في مدرسة تيش العليا للفنون.

## الأعمال

### أفلام
- رجل المطر (1988)
- هوك الانتقام من الكابتن هوك (1991)
- كليك (2006)

### مسلسلات
- عائلة بلوث (2005) (بدور: جيف)
- راي دونوفان (2016)

## روابط خارجية
- جيك هوفمان على موقع IMDb (الإنجليزية)
- جيك هوفمان على موقع ألو سيني (الفرنسية)
- جيك هوفمان على موقع أول موفي (الإنجليزية)
- جيك هوفمان على موقع قاعدة بيانات الأفلام السويدية (السويدية)
- جيك هوفمان على موقع قاعدة بيانات الفيلم (الإنجليزية)
- جيك هوفمان على موقع كينوبويسك (الروسية)